# Ragnhildsholmen
Ragnhildsholmen (ældre form Ragnildarholm, men i et par håndskrifter fra en Rimkrønike fra begyndelsen af 1500-tallet Nyklaborg, sandsynligvis afledt af Miklaborg, "den store borg") er beliggende omtrent 16 km nord for Göteborg på den sydlige side af Nordre älv, som er en gren af Göta älv.
På Ragnhildsholmen findes de udgravede ruiner af en borg. Den lå i nærheden af middelalderbyen Kungahälla og byggedes i 1200-tallet af Norges kong Håkon 4. Håkonsson. 

## Ruinens Historie
Hertug Erik Magnusson erhvervede Ragnhildsholmen 1304 sammen med Konungahälla og en del af landet deromkring i forlening af den norske konge Håkon 5. og spillede en vis rolle i magtkampen mellem Magnus Ladulås sønner kong Birger og hertugerne Erik og Valdemar. Det venskabelige forhold mellem hertugen og Håkan 5. blev afbrudt. Håkon forsøgte i 1308 at generobre borgen, men det mislykkedes, hvorfor han, for at mindske dens betydning, anlagde Bohus fæstning på Bagaholmen længere oppe ad elven. 
I 1309 blev Ragnhildsholmen overgivet til kong Håkon, men allerede i 1310 tog hertug Erik den tilbage. Han overleverede den, i overensstemmelse med vilkårene i Oslofreden (1310 eller 1311), efter nogle år (sandsynligvis før 1315 og antagelig allerede 1312) til Norge. Den anvendtes altså i mindre end 100 år. Den blev kort derefter ødelagt af en brand, og stenene anvendtes sandsynligvis til Bohus fæstningen.

## Arkæologisk udgravning 1881-1882
I årene 1881-1882 foretog arkæologen Wilhelm Berg en arkæologisk udgravning af ruinerne. Der fandtes en mængde mønter, våben, bohave, værktøj og redskaber med mere. Borgen bestod af en hovedmur, der omsluttede en firkantet borggård, hvor der op ad muren var bygninger til besætning og forråd. På den østlige side lå et groft, firkantet tårn, og på den søndre fandtes forsvarsværker for porten. Det hele var omgivet af en vold med grav. 
Siden disse udgravninger fandt sted, er de bedst bevarede dele af ruinen, i 1891, desværre blevet ødelagt for at skaffe sten til karantænestalde for kreaturer på holmen. 
Nu til dags er Ragnhildsholmen et udflugtsmål, og bl.a.fugleinteresserede kommer for at lytte til nattergalen. Ragnhildsholmen ligger i Göteborg kommune.